# Liceul „Notre Dame de Sion” din București
Liceul „Notre Dame de Sion” din București, situat pe Bulevardul Pache Protopopescu nr. 66 (mai demult nr. 78), a fost o școală de fete deschisă în anul 1898 de călugărițele din Ordinul Surorilor de Notre Dame în capitala Regatului României. Liceul a fost închis de autoritățile comuniste în anul 1948. În clădire se află în prezent Facultatea de Inginerie a Instalațiilor a Universității Tehnice de Construcții din București. Deasupra unei intrări în clădire poate fi văzut vechiul blazon al călugărițelor catolice.

## Istoric
Maica Clemența, superioara surorilor Notre Dame din București, a fost arestată în anii 1950.
Clădirea liceului a fost folosită după naționalizare mai întâi de Ministerul Sănătății, drept școală de formare pentru asistente medicale. Ulterior imobilul a fost transferat Ministerului Muncii, cu destinația de școală de pionieri comuniști.

## Eleve
- Monica Lovinescu ‎ (1923-2008), critic literar
- Jeni Acterian ‎ (1916-1958), regizor
- Cornelia Bodea ‎ (1916-2010), academician

## Profesoare
- Iulia Trancu-Iași ‎ (1923-2008), memorialistă